# Carnuntum

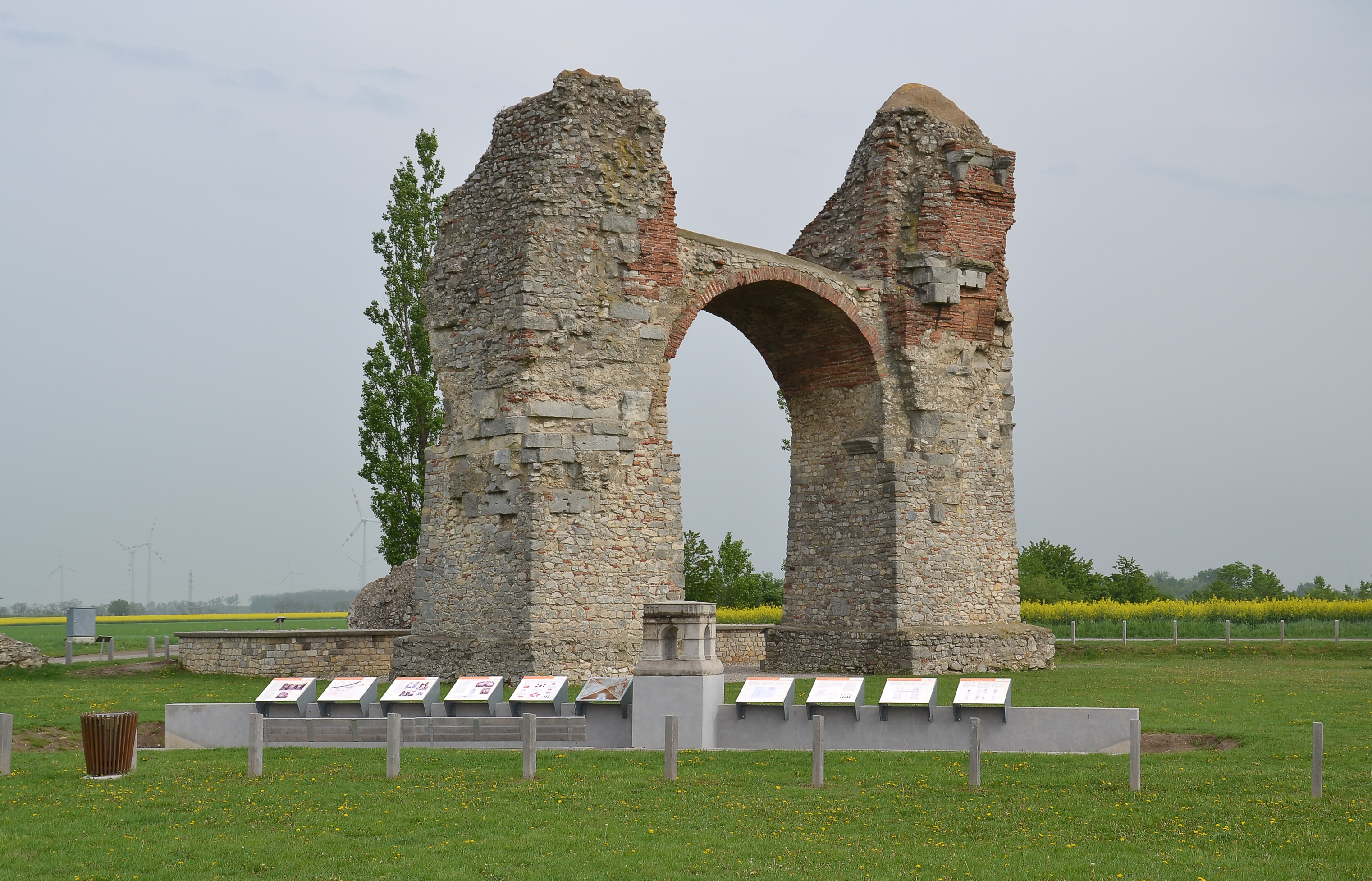
II. Constantius diadalíve (Heidentor)

Carnuntum a Római Birodalom Pannonia, majd Pannonia superior provinciájának fővárosa, katonai tábor és polgárváros volt az ókorban. Ausztriában, Bécstől keletre, Alsó-Ausztria tartományban, Petronell-Carnuntum és Bad Deutsch-Altenburg települések mellett feküdt.
2021 óta A Római Birodalom dunai limese világörökségi helyszín része.

## Története

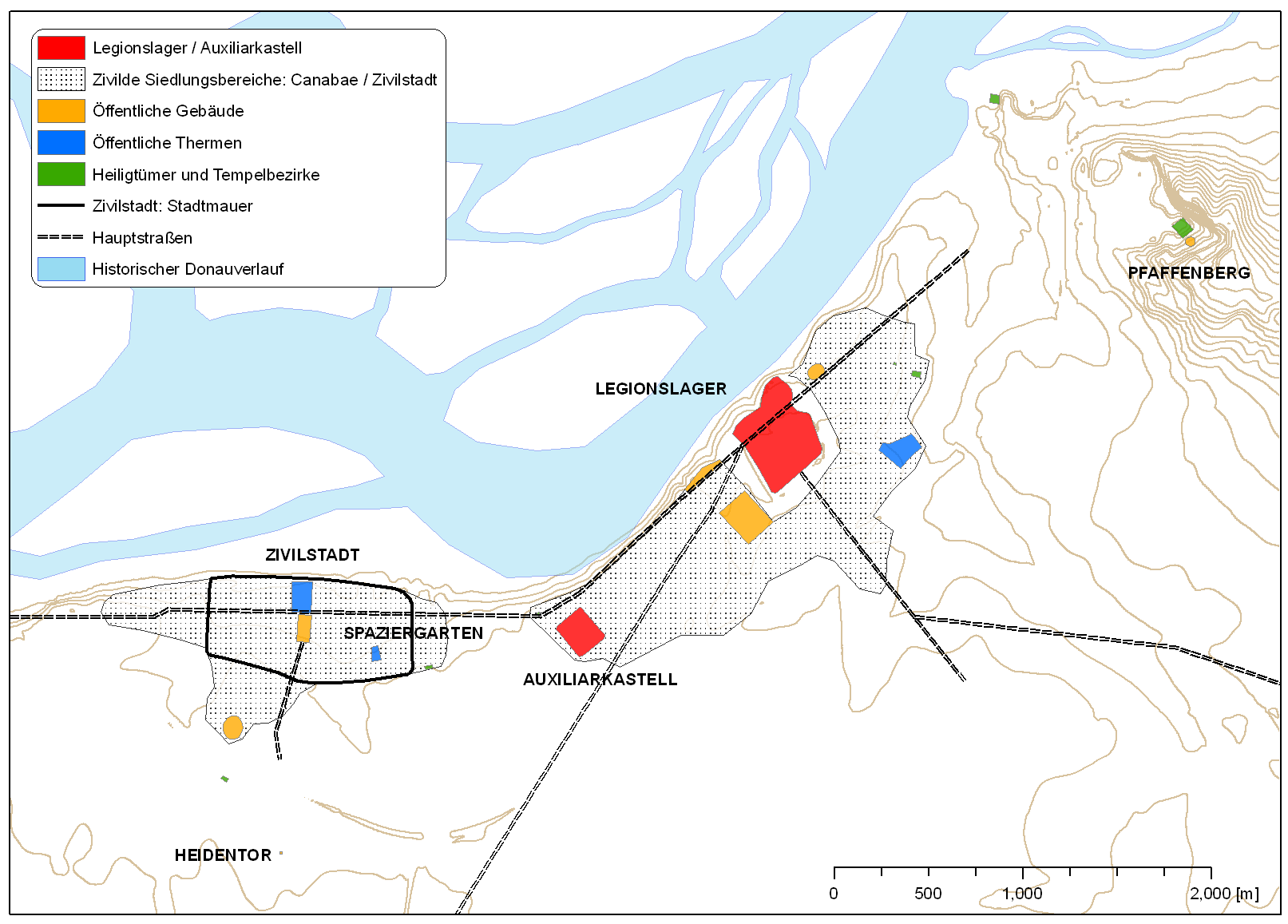
Carnuntum vázlattérképe

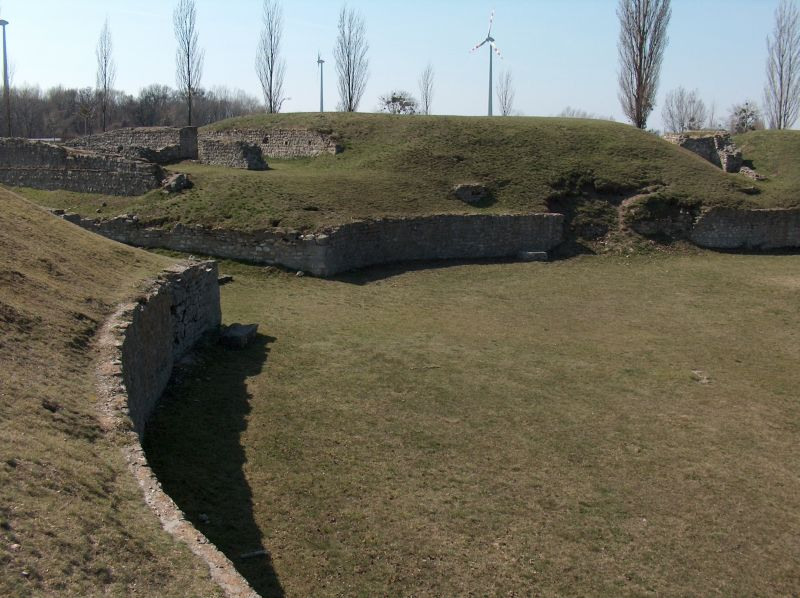
II. Amphiteatrum

A római hódítás előtt kelta település állt itt. Az írott források elsőként Tiberius markomannok elleni hadjárata (i. sz. 6) idején létesített téli katonai táborként említik, melynek egykori elhelyezkedése mindmáig ismeretlen.
A római hódítások folyamán Carnuntum Pannonia tartomány részévé vált, területén az 1. század közepén a XV. Apollinaris legio állandó katonai tábort, ún. castrumot alapított. Vespasianus uralkodása alatt tovább bővült kaszárnyák, kórház és a hadsereget támogató egyéb építmények (műhelyek, raktárak) sokaságával, amelyek nagy része a katonai tábort körülvevő canabae-ben épült fel. Az 1. század végén a katonai tábort ismét bővítették, tőle 1,2 km-re délnyugatra egy kisebb méretű, lovassági tábort létesítettek. A katonai tábortól nyugatra felépült polgárvárost Hadrianus municipium rangra emelte (Municipium Aelium Carnuntum). 106-ig Pannonia tartomány, majd annak kettéosztása után Felső-Pannonia (Pannonia Superior) fővárosaként a helytartó székhelye. Jupiter-szentélyét a város keleti peremén emelkedő Pfaffenbergen emelték.
Traianus uralkodása alatt vezényelték a városba a XIV. legiót, amelynek a római uralom végéig ez lett az állomáshelye. Ezenkívül itt állomásozott a Classis Flavia Pannonica dunai flotta első hajóraja is. A markomann háborúk idején, a 171 és 173 közötti években Marcus Aurelius főhadiszállása volt, aki itt írta Elmélkedések c. művének egy részét.
Pertinax császár meggyilkolását követően 193. április 9-én Carnuntumban a XIV. legio császárrá kiáltotta ki a tartomány helytartóját, Septimius Severust és a későbbiekben támogatta őt hatalma megszilárdításában. Septimius Severus a várost 194-ben colonia rangra emelte (Colonia Septimia Aurelia Antoniniana Carnuntum). A borostyánút menti városnak fénykorában, a Severus-dinasztia uralkodása idején kb. 50 000 lakosa volt.
260-ban a tartomány helytartója, Regalianus császárrá kiáltotta ki magát Carnuntumban, a trón megszerzésére tett kísérlete azonban kudarcba fulladt. A város 308 őszén császárkonferencia színhelye volt, amelyen az uralkodók megegyeztek a birodalom uralmának felosztásáról a négy társcsászár között.
A barbár támadások következtében a 4. században elkezdődött a város hanyatlása. I. Valentinianus uralkodása idején, Ammianus Marcellinus írásában már romos, pusztulófélben levő városként jellemzi. A 4. század végén folyamatban volt a lakosok elköltözése.

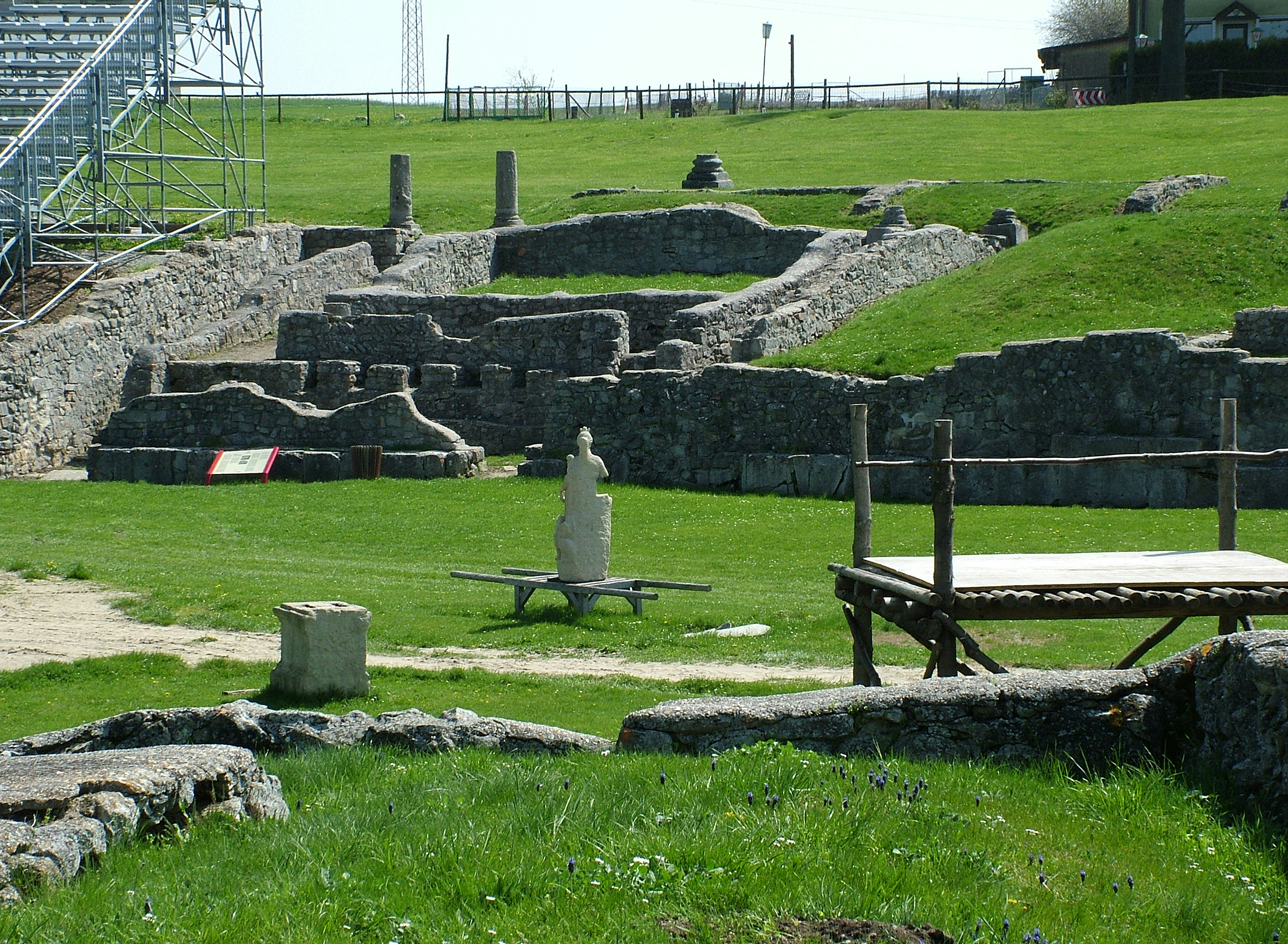
I. Légiós amfiteátrum

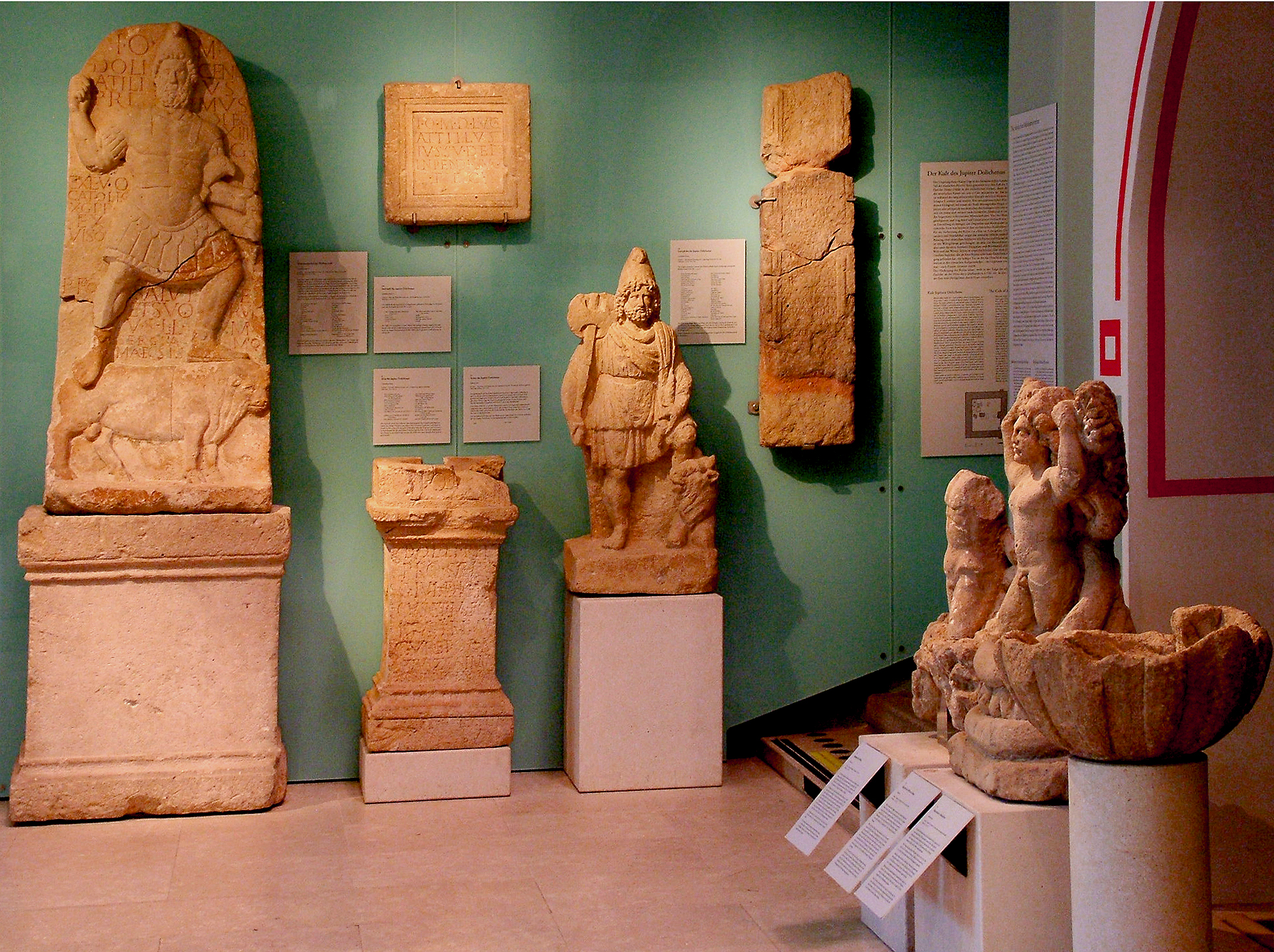
Carnuntinum Múzeum

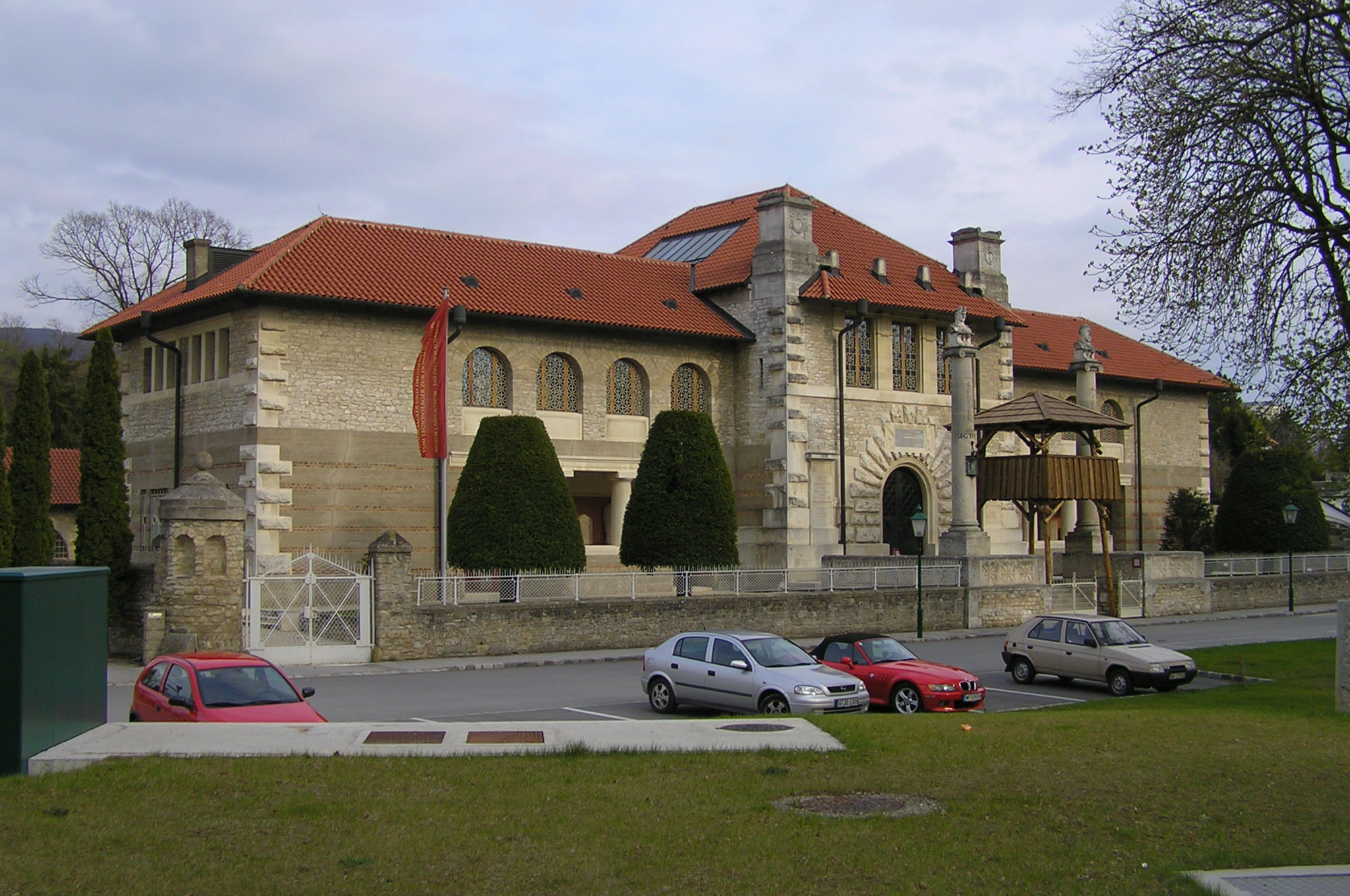
Carnuntinum Régészeti Múzeum

## Carnuntum Régészeti Park
A 19. század második felében elkezdődött régészeti ásatások eredményei a Carnuntum Régészeti Parkban (németül: Archäologischer Park Carnuntum) kerülnek bemutatásra:
- A polgárváros romjai (Antik Stadtviertel): Szabadtéri múzeum (Freilichtsmuseum) Petronell településnél. Jelenleg ásatási és építési terület. Az itt feltárt régészeti leletek a Carnuntinum Múzeumban láthatók. A jelenleg folyó építkezések a 2011-re elkészülő idegenforgalmi fogadóépület (Visitor Centre) létesítését szolgálja. Maga a polgárváros még további feltáratlan területekre (külsőváros) is kiterjed, az ún. II. amfiteátrum környezetében.
- Diana-templom (körtemplom) romjai
- Iuppiter Optimus szentély, Pfaffenberg
- Nagy fürdő (Grosse Therme, „Palastruine”) romjai, Petronelltől északi irányban.
- Fórum: Petronelltől északi irányban.
- II. Amfiteátrum (az úgynevezett polgárvárosi):  A 2. századból való, az idők során többször átépítették.  A polgárváros falaitól délnyugatra fekszik. A nézőtér (cavea) 3000 férőhelyes. Kialakításánál fogva mind klasszikus szinházi-, mind gladiátor-küzdőjátékok rendezésére is alkalmas volt. Az építmény déli és  északi részén a kapu-építményekkel összeépített hosszú folyosókkal készült. Bejáratát erős, keményfából készült kapuk zárták. Nézőterének alépítményeit kőből falazták, az üléssorok fából készültek. (Az ásatásból kikerült földtömeget most a nézőtér alatti töltés tartalmazza.) Az erezeti falazatrendszer a déli kapu környezetében tekinthető meg. Ezen a részen egy lemélyített helyet később, a kora keresztény lakosság keresztelőmedenceként használta (lásd: merítéses keresztelés). A létesítmény arénáját fesztivál-rendezvények során antik darabok színháztereként hasznosítják.
- Pogány-kapu: II. Constantius a 4. század közepe tájáról származó diadalíve (németül: Heidentor) a polgárvárostól mintegy 2 kilométernyi távolságban.
- Légiós tábor
- Légiós külsőváros (canabae): feltáratlan terület
- I. Amfiteátrum: a katonai tábor 2. századbeli 8000 férőhelyes amphiteatruma (Bad Deutsch-Altenburg településnél).
- Helytartói palota
- Lovassági (auxiliáris) tábor
- Kora keresztény templom maradványai
- Carnuntinum Régészeti Múzeum (németül: Archäologisches Museum Carnuntinum. A múzeumot 1904-ben alapították Bad Deutsch-Altenburgban. Leletanyaga a 19. század második felében megkezdődött ásatásokból származik.